# Championnat du circuit de snooker 2025
Le championnat du circuit 2025 est un tournoi de snooker de catégorie classée comptant pour la saison 2024-2025. L'épreuve se déroule du 31 mars au 6 avril 2025 au Manchester Central de Manchester, au Angleterre. Elle est organisée par la WPBSA.

## Déroulement

### Contexte avant le tournoi
Ce tournoi se présente comme la troisième et dernière épreuve de la Players Series, un ensemble de trois tournois inscrits au programme de la saison 2024-2025 de snooker. Il a commencé début mars avec le Grand Prix mondial et s'est poursuivi fin mars avec le championnat des joueurs. Le dirigeant de la WPBSA Barry Hearn a décidé de mettre en place ce trio de tournois afin d'animer la fin de saison à la manière de la FedEx Cup en golf. En effet, le champ des joueurs se réduit au fur et à mesure des tournois : ils sont 32 qualifiés pour le Grand Prix mondial, puis 16 pour le championnat des joueurs et seulement 12 pour ce tournoi, en se basant sur le classement mondial de la saison en cours.
Le tenant du titre est Mark Williams, qui s'était imposé l'an passé en battant Ronnie O'Sullivan sur le score de 10 manches à 5.
L'augmentation des dotations dans plusieurs tournois ainsi que l'introduction du Masters d'Arabie Saoudite, richement doté, ont eu un effet visible sur les points requis pour se qualifier pour ce tournoi. S'il fallait avoir amassé un minimum de 142 500 £ l'année dernière (John Higgins en 12e place), 220 600 £ étaient nécessaires cette année.

### Faits marquants
Barry Hawkins écarte facilement Shaun Murphy au premier tour, sur le score de 10 manches à 1, grâce à cinq centuries. Il poursuit en terrassant Judd Trump 10-5. Kyren Wilson est lui aussi battu en quart de finale 10-5 par Ding Junhui.
Mark Selby ressort largement vainqueur face à Neil Robertson (10-1) et à Ding Junhui (10-2). John Higgins élimine quant à lui Barry Hawkins, l'homme en forme, en demi-finale.
John Higgins démarre mieux la finale et mène 5-1. Mark Selby réalise deux centuries pour remonter à 5-3 à l'issue de la session de l'après-midi. L'Anglais poursuit sur sa lancée dès le début de la session du soir, en remportant sept manches consécutives pour mener 8-5. Higgins retrouve un second souffle et s'adjuge les cinq dernières manches au cours desquelles Selby ne marque que 18 points. Au terme d'une finale de haute volée avec quatre centuries de part et d'autre, John Higgins remporte son 33e titre classé en carrière.

## Dotation
La répartition des prix est la suivante :
- Vainqueur : 150 000 £
- Finaliste : 60 000 £
- Demi-finaliste : 40 000 £
- Quart de finaliste : 30 000 £
- 1er tour : 20 000 £
- Meilleur break : 10 000 £

Dotation totale : 500 000 £

## Liste des qualifiés
Selon une liste spécifique établie sur la saison en cours — à l'opposé des classements usuels établis sur deux années —, les 8 joueurs qualifiés sont ceux ayant obtenu le plus de points depuis le championnat de la ligue 2024 (tournoi classé) et le championnat des joueurs 2025.
| Rang | Joueur         | Points totaux | Résultat         | Résultat                  |
| ---- | -------------- | ------------- | ---------------- | ------------------------- |
| 1    | Judd Trump     | 1 063 200     | Quarts de finale | éliminé par Barry Hawkins |
| 2    | Kyren Wilson   | 691 800       | Quarts de finale | éliminé par Ding Junhui   |
| 3    | Neil Robertson | 442 050       | Quarts de finale | éliminé par Mark Selby    |
| 4    | John Higgins   | 368 750       | Vainqueur        | face à Mark Selby         |
| 5    | Xiao Guodong   | 326 500       | Quarts de finale | éliminé par John Higgins  |
| 6    | Mark Selby     | 305 000       | Finale           | éliminé par John Higgins  |
| 7    | Mark Williams  | 285 600       | 1er tour         | éliminé par Ding Junhui   |
| 8    | Shaun Murphy   | 277 900       | 1er tour         | éliminé par Barry Hawkins |
| 9    | Barry Hawkins  | 276 550       | Demi-finales     | éliminé par John Higgins  |
| 10   | Ding Junhui    | 250 000       | Demi-finales     | éliminé par Mark Selby    |
| 11   | Si Jiahui      | 234 200       | 1er tour         | éliminé par Mark Selby    |
| 12   | Wu Yize        | 220 600       | 1er tour         | éliminé par Xiao Guodong  |

## Tableau
|  | 1er tour au meilleur des 19 manches | 1er tour au meilleur des 19 manches | 1er tour au meilleur des 19 manches |               |    | Quarts de finale au meilleur des 19 manches | Quarts de finale au meilleur des 19 manches | Quarts de finale au meilleur des 19 manches |  |   | Demi-finales au meilleur des 19 manches | Demi-finales au meilleur des 19 manches | Demi-finales au meilleur des 19 manches |  |   | Finale au meilleur des 19 manches | Finale au meilleur des 19 manches | Finale au meilleur des 19 manches |
|  |                                     |                                     |                                     |               |    |                                             |                                             |                                             |  |   |                                         |                                         |                                         |  |   |                                   |                                   |                                   |
|  |                                     |                                     |                                     |               |    |                                             |                                             |                                             |  |   |                                         |                                         |                                         |  |   |                                   |                                   |                                   |
|  |                                     | 1                                   | Judd Trump                          | 5             |    |                                             |                                             |                                             |  |   |                                         |                                         |                                         |  |   |                                   |                                   |                                   |
|  |                                     |                                     |                                     | 5             |    |                                             |                                             |                                             |  |   |                                         |                                         |                                         |  |   |                                   |                                   |                                   |
|  |                                     |                                     | 9                                   | Barry Hawkins | 10 |                                             |                                             |                                             |  |   |                                         |                                         |                                         |  |   |                                   |                                   |                                   |
|  | 8                                   | Shaun Murphy                        | 9                                   | Barry Hawkins | 10 | 1                                           |                                             |                                             |  |   |                                         |                                         |                                         |  |   |                                   |                                   |                                   |
|  | 8                                   | Shaun Murphy                        |                                     |               |    | 1                                           |                                             |                                             |  |   |                                         |                                         |                                         |  |   |                                   |                                   |                                   |
|  | 9                                   | Barry Hawkins                       | 10                                  |               |    |                                             |                                             |                                             |  |   |                                         |                                         |                                         |  |   |                                   |                                   |                                   |
|  | 9                                   | Barry Hawkins                       | 10                                  |               |    |                                             |                                             |                                             |  | 9 | Barry Hawkins                           | 7                                       |                                         |  |   |                                   |                                   |                                   |
|  |                                     |                                     |                                     |               |    |                                             |                                             |                                             |  | 9 | Barry Hawkins                           | 7                                       |                                         |  |   |                                   |                                   |                                   |
|  |                                     | 4                                   | John Higgins                        | 10            |    |                                             |                                             |                                             |  |   |                                         |                                         |                                         |  |   |                                   |                                   |                                   |
|  |                                     | 4                                   | John Higgins                        | 10            |    |                                             |                                             |                                             |  |   |                                         |                                         |                                         |  |   |                                   |                                   |                                   |
|  |                                     |                                     |                                     |               |    |                                             |                                             |                                             |  |   |                                         |                                         |                                         |  |   |                                   |                                   |                                   |
|  |                                     |                                     |                                     |               |    |                                             |                                             |                                             |  |   |                                         |                                         |                                         |  |   |                                   |                                   |                                   |
|  |                                     | 4                                   | John Higgins                        | 10            |    |                                             |                                             |                                             |  |   |                                         |                                         |                                         |  |   |                                   |                                   |                                   |
|  |                                     |                                     |                                     | 10            |    |                                             |                                             |                                             |  |   |                                         |                                         |                                         |  |   |                                   |                                   |                                   |
|  |                                     |                                     | 5                                   | Xiao Guodong  | 3  |                                             |                                             |                                             |  |   |                                         |                                         |                                         |  |   |                                   |                                   |                                   |
|  | 5                                   | Xiao Guodong                        | 5                                   | Xiao Guodong  | 3  | 10                                          |                                             |                                             |  |   |                                         |                                         |                                         |  |   |                                   |                                   |                                   |
|  | 5                                   | Xiao Guodong                        |                                     |               |    | 10                                          |                                             |                                             |  |   |                                         |                                         |                                         |  |   |                                   |                                   |                                   |
|  | 12                                  | Wu Yize                             | 8                                   |               |    |                                             |                                             |                                             |  |   |                                         |                                         |                                         |  |   |                                   |                                   |                                   |
|  | 12                                  | Wu Yize                             | 8                                   |               |    |                                             |                                             |                                             |  |   |                                         |                                         |                                         |  | 4 | John Higgins                      | 10                                |                                   |
|  |                                     |                                     |                                     |               |    |                                             |                                             |                                             |  |   |                                         |                                         |                                         |  | 4 | John Higgins                      | 10                                |                                   |
|  |                                     | 6                                   | Mark Selby                          | 8             |    |                                             |                                             |                                             |  |   |                                         |                                         |                                         |  |   |                                   |                                   |                                   |
|  |                                     | 6                                   | Mark Selby                          | 8             |    |                                             |                                             |                                             |  |   |                                         |                                         |                                         |  |   |                                   |                                   |                                   |
|  |                                     |                                     |                                     |               |    |                                             |                                             |                                             |  |   |                                         |                                         |                                         |  |   |                                   |                                   |                                   |
|  |                                     |                                     |                                     |               |    |                                             |                                             |                                             |  |   |                                         |                                         |                                         |  |   |                                   |                                   |                                   |
|  |                                     | 3                                   | Neil Robertson                      | 1             |    |                                             |                                             |                                             |  |   |                                         |                                         |                                         |  |   |                                   |                                   |                                   |
|  |                                     |                                     |                                     | 1             |    |                                             |                                             |                                             |  |   |                                         |                                         |                                         |  |   |                                   |                                   |                                   |
|  |                                     |                                     | 6                                   | Mark Selby    | 10 |                                             |                                             |                                             |  |   |                                         |                                         |                                         |  |   |                                   |                                   |                                   |
|  | 6                                   | Mark Selby                          | 6                                   | Mark Selby    | 10 | 10                                          |                                             |                                             |  |   |                                         |                                         |                                         |  |   |                                   |                                   |                                   |
|  | 6                                   | Mark Selby                          |                                     |               |    | 10                                          |                                             |                                             |  |   |                                         |                                         |                                         |  |   |                                   |                                   |                                   |
|  | 11                                  | Si Jiahui                           | 6                                   |               |    |                                             |                                             |                                             |  |   |                                         |                                         |                                         |  |   |                                   |                                   |                                   |
|  | 11                                  | Si Jiahui                           | 6                                   |               |    |                                             |                                             |                                             |  | 6 | Mark Selby                              | 10                                      |                                         |  |   |                                   |                                   |                                   |
|  |                                     |                                     |                                     |               |    |                                             |                                             |                                             |  | 6 | Mark Selby                              | 10                                      |                                         |  |   |                                   |                                   |                                   |
|  |                                     | 10                                  | Ding Junhui                         | 2             |    |                                             |                                             |                                             |  |   |                                         |                                         |                                         |  |   |                                   |                                   |                                   |
|  |                                     | 10                                  | Ding Junhui                         | 2             |    |                                             |                                             |                                             |  |   |                                         |                                         |                                         |  |   |                                   |                                   |                                   |
|  |                                     |                                     |                                     |               |    |                                             |                                             |                                             |  |   |                                         |                                         |                                         |  |   |                                   |                                   |                                   |
|  |                                     |                                     |                                     |               |    |                                             |                                             |                                             |  |   |                                         |                                         |                                         |  |   |                                   |                                   |                                   |
|  |                                     | 2                                   | Kyren Wilson                        | 5             |    |                                             |                                             |                                             |  |   |                                         |                                         |                                         |  |   |                                   |                                   |                                   |
|  |                                     |                                     |                                     | 5             |    |                                             |                                             |                                             |  |   |                                         |                                         |                                         |  |   |                                   |                                   |                                   |
|  |                                     |                                     | 10                                  | Ding Junhui   | 10 |                                             |                                             |                                             |  |   |                                         |                                         |                                         |  |   |                                   |                                   |                                   |
|  | 7                                   | Mark Williams                       | 10                                  | Ding Junhui   | 10 | 3                                           |                                             |                                             |  |   |                                         |                                         |                                         |  |   |                                   |                                   |                                   |
|  | 7                                   | Mark Williams                       |                                     |               |    | 3                                           |                                             |                                             |  |   |                                         |                                         |                                         |  |   |                                   |                                   |                                   |
|  | 10                                  | Ding Junhui                         | 10                                  |               |    |                                             |                                             |                                             |  |   |                                         |                                         |                                         |  |   |                                   |                                   |                                   |

## Finale
| Finale au meilleur des 19 manches Arbitre : Marcel Eckardt |                          |                           |
| John Higgins (4) Écosse                                    | 10 - 8 (5 - 3)           | Mark Selby (6) Angleterre |
| 4 132                                                      | Centuries Meilleur break | 4 136                     |
| John Higgins remporte le championnat du circuit 2025       |                          |                           |

## Centuries
- 144, 137, 132, 130, 126, 110, 107, 104, 102, 102, 100  John Higgins
- 140, 134, 132, 131, 126, 125, 121, 101  Barry Hawkins
- 136, 136, 135, 128, 124, 123, 119, 112, 105, 104, 103  Mark Selby
- 126, 116, 102  Ding Junhui
- 125, 114  Si Jiahui
- 106  Kyren Wilson
- 103  Judd Trump
- 100  Wu Yize
- 100  Xiao Guodong